# Sara K.

Sara K. in Solingen, November 2007

Sara K. (geboren als Sara Katherine Wooldridge in Dallas, Texas) ist eine US-amerikanische Singer-Songwriterin aus Santa Fe, New Mexico. Sie war von Mitte der 1970er-Jahre bis 2009 aktiv und ihre Musik umfasst die Genres Blues, Folk und Jazz. Da sie seit Anfang der 1990er-Jahre ausschließlich audiophile CDs veröffentlichte und eine äußerst loyale Fangemeinde hat, wird ihr von der Fachpresse oft der Beiname Queen of Audiophile gegeben. Ein weiteres besonderes Merkmal ihres Stils ist, dass sie eine mit vier Bass-Saiten bespannte akustische Gitarre spielt.

## Leben
Sara K. wuchs in einer musikalischen Familie auf: Ihre Mutter sang in einem Kirchenchor, ihr Vater in einem Barbershop-Quartett, ihr Bruder spielte in einer Band und ihre Schwester spielte Gitarre. Saras Wunsch, Sängerin zu werden, wurde jedoch von ihrer Familie nicht ernst genommen, denn sie sahen Musik als ein reines Hobby an, nicht als möglichen Beruf.
Anfang der 1970er-Jahre fing sie als 15-Jährige selbst mit dem Gitarrespielen an und benutzte dazu die Flamencogitarre, die ihre Schwester im Elternhaus zurückgelassen hatte. Sie nahm die noch verbliebenen Gitarrensaiten ab und zog stattdessen vier Bass-Saiten auf, gestimmt in einem A-Dur Open Tuning. Dies gab der Gitarre einen volleren Ton, ließ sie aber gleichzeitig nicht so tief wie einen Bass klingen. Der besondere Klang ihrer Gitarre ist seitdem zu einem ihrer Markenzeichen geworden.
Als sie zwei Jahre später anfing, in Clubs und Bars der Stadt aufzutreten, bemerkte sie, dass ihre Musik beim Publikum durchaus gut ankam – was sie wiederum in ihrem Wunsch, Musikerin zu werden, bestärkte. Auch wenn Ende der 1970er-Jahre die große Ära der Solokünstler à la Joan Baez und Joni Mitchell langsam zu Ende ging, blieb Sara K. auf diesem Kurs. Die ersten Jahre, nachdem sie von zuhause ausgezogen war, nutzte sie jede sich bietende Gelegenheit, um Musik zu machen – seien es Happy Hours, als Background-Sängerin bei Country-Musik und Jingles, oder wenn sie ihre eigenen Demotapes erstellte. Sie merkte jedoch, dass sie in Dallas nicht wirklich in die dortige Musikszene passte und zog nach New Mexico.
Sie zog in das Dorf Ruidoso in den Bergen New Mexicos und gründete ihre Band Sara K. and the Boys Without Sleep. In den Jahren von 1978 bis 1983 tourte sie mit ihr durch New Mexico und Los Angeles. Außerdem tourte sie zwei Jahre lang mit dem Country-Musiker Gary Nunn.

## Umzug nach Santa Fe und das erste Album
Während sie mit Nunn auf Tournee war, merkte sie, dass sie lieber ihre eigenen Songs spielen und schreiben würde. Also zog sie nach Santa Fe (New Mexico), tat sich mit ein paar Musikern zusammen und brachte schließlich 1989 ihr Debütalbum Gypsy Alley bei dem (inzwischen aufgelösten) Label Mesa/Bluemoon heraus. Viele der Songs darauf beschäftigen sich mit ihrem ruhelosen, nomadischen Leben, das sie fast fünfzehn Jahre über gelebt hatte. Dieser Lebensabschnitt hatte in ebendieser Gypsy Alley (übers. „Zigeunergasse“) in Santa Fe sein Ende gefunden, denn dort mietete sie eine Wohnung. Und da sie auf einem Jahrmarkt noch einen Goldfisch gewonnen und sich später einen Hund namens „Bebe“ (der auch mehreren Songs erwähnt wird) zugelegt hatte, entschloss sie sich, sesshafter zu werden.
Für viele ihrer Hörer hat schon ihr Debütalbum Anklänge an den Stil von Joni Mitchell, insbesondere was die fein-/scharfsinnige Ausdrucksweise betrifft. Außerdem erscheint Sara K. als sehr authentisch, da sie "diese Geschichten selbst durchlebt hat, in ihnen drin ist und aus ihrem Herzen erzählt – warm, persönlich und bewegend. Das Album wurde von der New Mexico Music Industry Coalition mit dem Best Album Award ausgezeichnet.

## Die Jahre bei Chesky Records
Einer der Musiker, mit denen sie Gypsy Alley eingespielt hatte, ist der Gitarrist Bruce Dunlap. Er selbst stand damals bei Chesky Records aus New York unter Vertrag, einer Plattenfirma, die dafür bekannt ist, hauptsächlich für ein audiophiles Publikum zu produzieren. Dunlap half ihr, dass sie bei Chesky unterkam, bei denen sie mehr als zehn Jahre (bis 2001) unter Vertrag blieb.
Unter dem Label brachte Sara K. sechs Alben heraus: Closer Than They Appear, Play On Words, Tell Me I’m Not Dreamin’, Hobo, das Livealbum No Cover und What Matters. Chesky Records hat schließlich auch ein Best-of-Album namens The Chesky Collection zusammengestellt.
Sie machte Tourneen durch Europa und dachte daran, nach San Francisco zu ziehen – was jedoch nie in die Tat umgesetzt wurde. Als der Vertrag mit Chesky auslief, beschlich Sara K. das Gefühl, dass sie „auf verschiedene Art und Weisen von Plattenfirmen und Tourneeveranstaltern über den Tisch gezogen“ worden war, wahrscheinlich auch, weil sie kaum etwas verdiente, obwohl ihre CDs sich vergleichsweise gut verkauften.

## Arbeit bei Stockfisch Records und mit Chris Jones
Sara K. lernte auf ihrer letzten Deutschland-Tournee unter dem Chesky-Vertrag Günter Pauler, Besitzer des Musiklabels Stockfisch Records, kennen, da er als Sound-Spezialist zu Hilfe gerufen worden war. Bei dieser Gelegenheit lud er sie zu einer Besichtigung seines Studios ein und bot ihr auch direkt einen Plattenvertrag an. Des Weiteren stellte er in Aussicht, dass sie die Aufnahmen zusammen mit dem Ausnahmegitarristen Chris Jones machen könnten. Jones’ filigranes Spiel und der erfrischend einfache Plattenvertrag (Umfang: eine Seite), der trotzdem fairer und lukrativer war als viele andere, überzeugten Sara K. schließlich.
Die Zusammenarbeit mit Chris Jones war kongenial. Ihrem ersten Album bei Stockfisch, Water Falls (2001) folgte eine vom Lautsprecher-Produzenten Bowers & Wilkins unterstützte (Deutschland-)Tournee, die als PR-Aktion für deren hochpreisige Nautilus-Serie geplant wurde und danach das Aufnahmematerial für die Live-DVD Nautilus Tour und das Livealbum Live in Concert (beide 2003) lieferte. Das Livealbum gewann bei der AUDIO/stereoplay-Wahl den „Hifi Music Award 2003“ für audiophile CDs.
Im Jahre 2006 wurde ihr drittes Album bei Stockfisch veröffentlicht, Hell or High Water. Das Album beinhaltet zehn neue Songs, wieder von Chris Jones auf der Gitarre und Dobro begleitet. Tragischerweise starb Jones kurz nach den Aufnahmen und noch vor der Veröffentlichung an Morbus Hodgkin.
Vier-Jahre nach der Nautilus Tour kam Sara K. vom 5. November bis zum 1. Dezember 2007 wieder auf eine Deutschland-Tournee, die Made in the Shade betitelt war und einen Großteil der Republik abdeckte. Die Tour startete bei Radio Bremen und endete in Völklingen-Lauterbach. Vor und nach der Tournee nahm sie ihr neues Album auf, das zu einem großen Teil neue Versionen von Songs ihres Gypsy Alley-Albums enthält. Es kam 2009 unter demselben Titel wie die Tour auf den Markt.

## Karriereende
Mit dem Erscheinen ihres Albums Made in the Shade gab sie über die Website ihrer Plattenfirma bekannt, dass sie beabsichtigt, keine Alben aufzunehmen und keine Konzerte mehr zu geben. In einer Nachricht an ihre Fans schreibt sie dort:

“After many years on the road and writing music, I’ve decided to stop touring and recording. It’s hard to explain why but I hope you will understand. I had a good run but I think it’s over. It’s just too much for too little these days. Made in the Shade explains it as best as I know how.”

„Nach vielen Jahren des Tourens und Musikschreibens habe ich mich entschieden, keine Konzerte mehr zu geben und keine Alben mehr aufzunehmen. Es ist schwierig zu erklären warum, aber ich hoffe, ihr versteht. Ich hatte eine gute Zeit, aber ich denke, es ist vorbei. Es ist inzwischen einfach zu viel für zu wenig. Mit Made in the Shade erkläre ich es, so gut ich kann.“

Sara K. lebt in der Gegend von Santa Fe, hat eine Tochter (* 1994) und ist seit 2000 mit ihrem Mann Tiego verheiratet.

## Preise
- New Mexico Music Industry Coalition: „Best Album Award“ 1989 für Gypsy Alley
- AUDIO: „Goldenes Audio-Ohr“ 1994 für das Album Play on Words
- AUDIO/stereoplay: „Hifi Music Award“ 2003 für Bestes Audiophiles Album für Live in Concert
- „Just Plain Folks 2004 Music Award“ für Best Blues Song, Turned My Upside Down (Liveversion mit Chris Jones)[8]

## Diskografie
- Gypsy Alley (CD, Mesa/Bluemoon, 1989)
- Closer Than They Appear (CD, Chesky, 1990)
- Play On Words (CD, Chesky, 1993)
- Tell Me I’m Not Dreamin’ (CD, Chesky, 1995, DE: Gold (German Jazz Award))[9]
- Hobo (CD, Chesky, 1997, DE: Gold (German Jazz Award))
- No Cover (CD & DVD, Chesky, 1999)
- What Matters (CD, Chesky, 2001)
- Water Falls (CD, Stockfisch, 2002, DE: Gold (German Jazz Award))
- Nautilus Tour (DVD, Stockfisch/in-akustik, 2003)
- The Chesky Collection (CD, Chesky, 2003)
- Live in Concert (CD, Stockfisch, 2003)
- Dreams in the Amber Room (Ellsworth Rosser & Sara K.) (CD, 2004)
- Hell or High Water (Hybrid SACD, Stockfisch, 2006)
- Don’t I Know You From Somewhere (Solo Live) (CD, Stockfisch, 2008)
- Made in the Shade (Hybrid SACD, Stockfisch, 2009)
- Made in the Shade (Pure Audio Blu Ray, Stockfisch, 2009)